# Lexus RX
Le Lexus RX est un SUV du constructeur automobile japonais Lexus vendu depuis 1998 en Amérique du Nord. Ce modèle est commercialisé au Japon sous le nom de Toyota Harrier de 1997 à 2009 . Ce véhicule est le fer de lance de l'expansion de la marque appartenant au géant Toyota, avec notamment sa version hybride qui a fait de lui le premier SUV hybride au monde.
Dans la gamme américaine de Lexus, le RX ouvre la gamme des SUV, mais il est le seul représentant de cette catégorie en Europe.
NB : Les chiffres situés après le nom du modèle indiquent la cylindrée (sauf les versions hybrides), comme chez Infiniti, ou encore Mercedes.

## Première génération (1997-2003)
Le RX reprend le style général du prototype SLV présenté par Lexus lors du salon de Chicago en février 1997. Il sort fin 1997 au Japon sous l'appellation Toyota Harrier, puis chez Lexus en mars 1998 en Amérique du Nord après la présentation officielle lors à Los Angeles, puis il apparait en Europe à la fin de l'année 2000.

### Motorisation
Il existe avec un seul moteur essence :
- RX 300 : V6 3.0 201 ch.

Il dispose d'une boîte automatique à quatre rapports avec overdrive en quatre roues motrices permanentes.

### Galerie photos

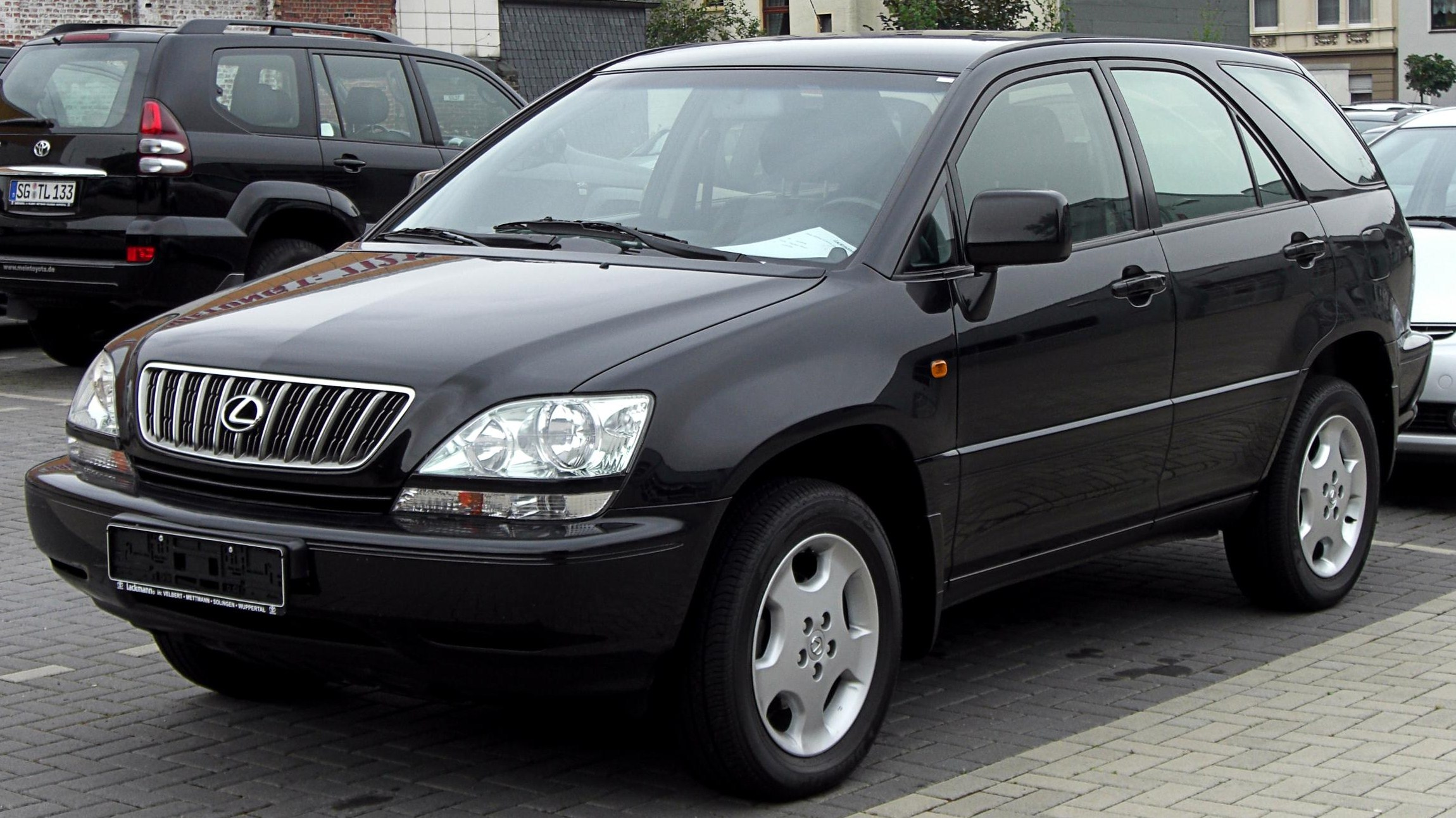
Vue de trois-quarts avant (RX 300)
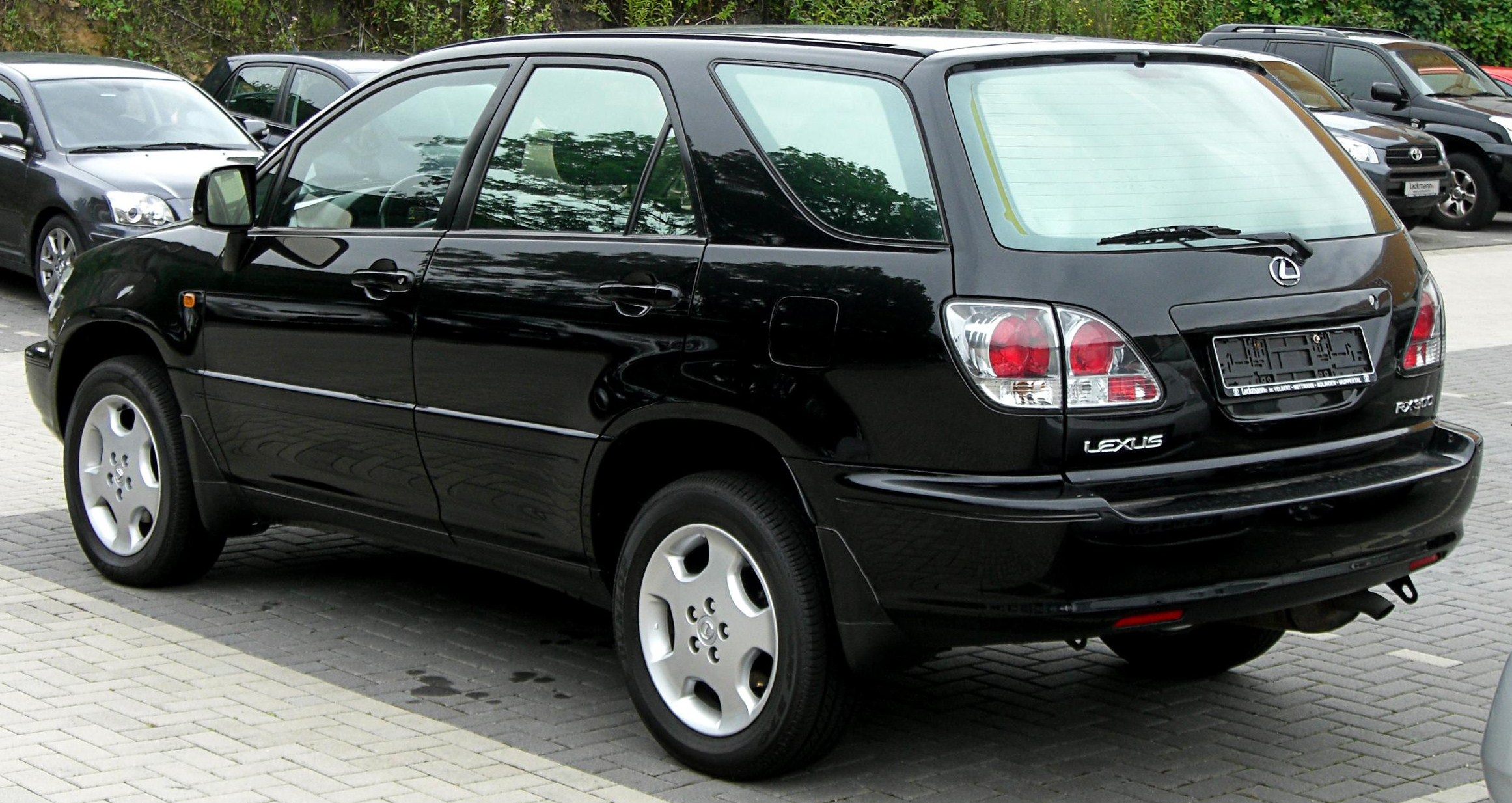
Vue de trois-quarts arrière (RX 300)
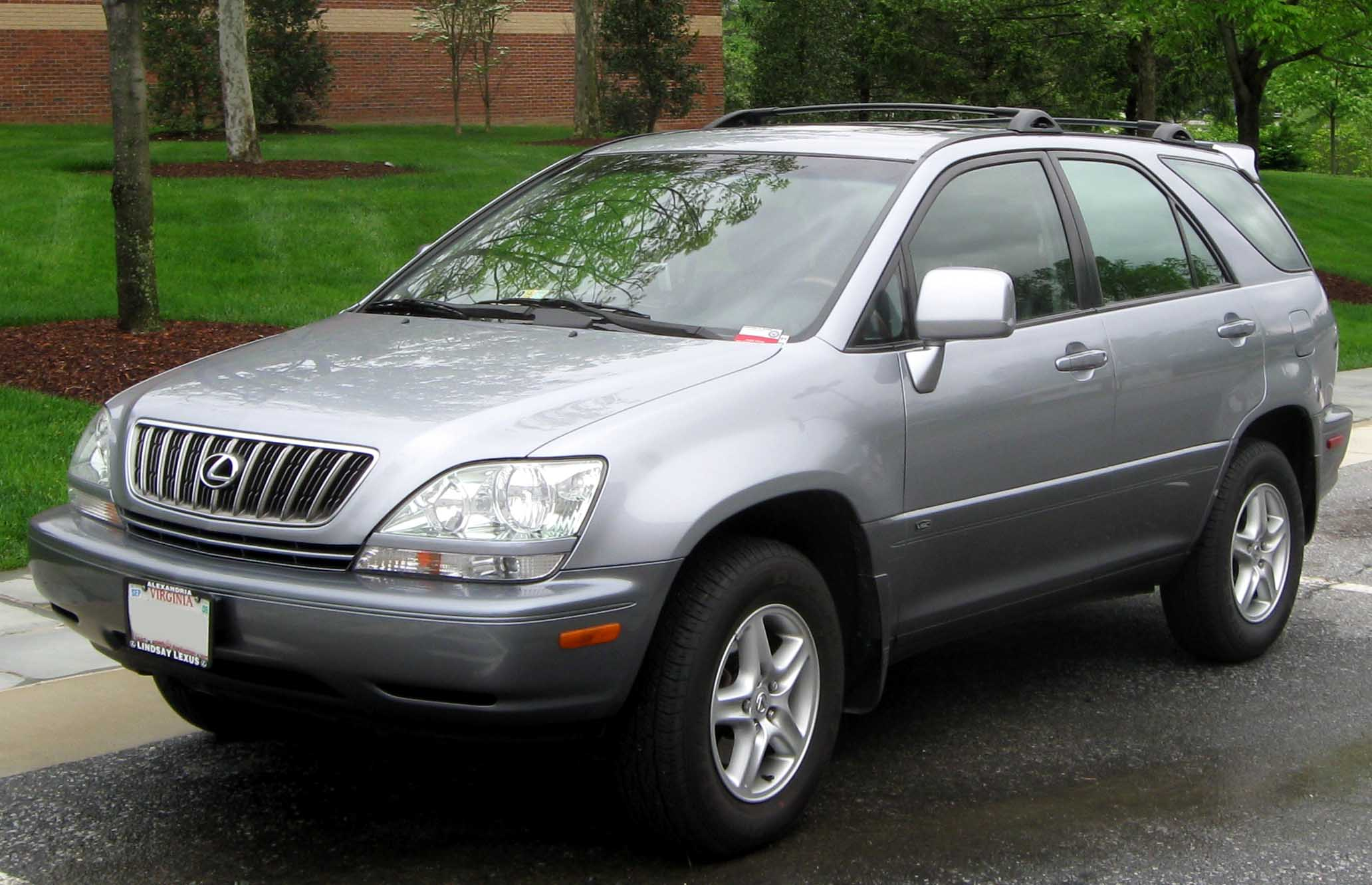
Vue de trois-quarts avant gauche (RX 300)
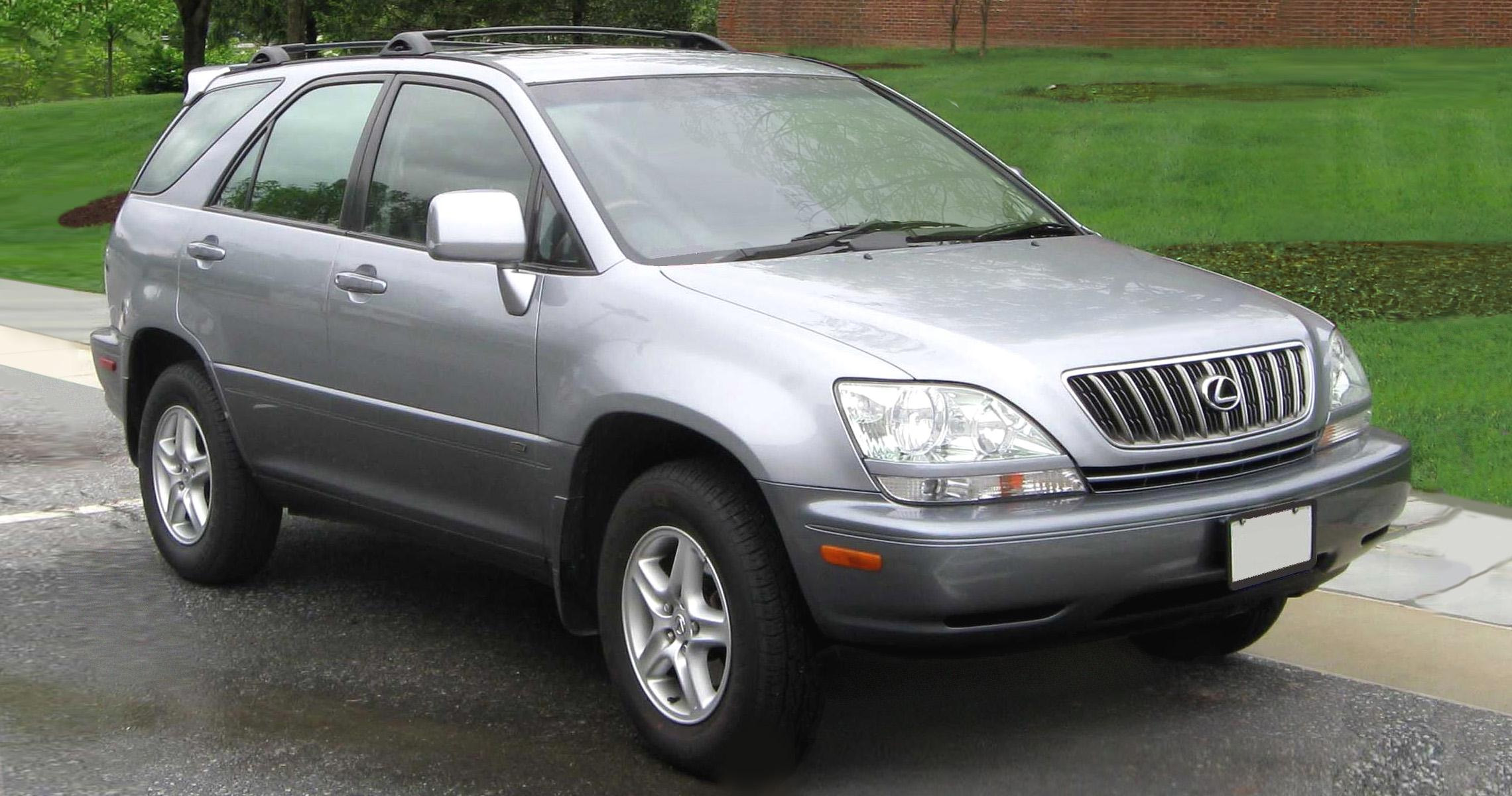
Vue de trois-quarts avant droit (RX 300)
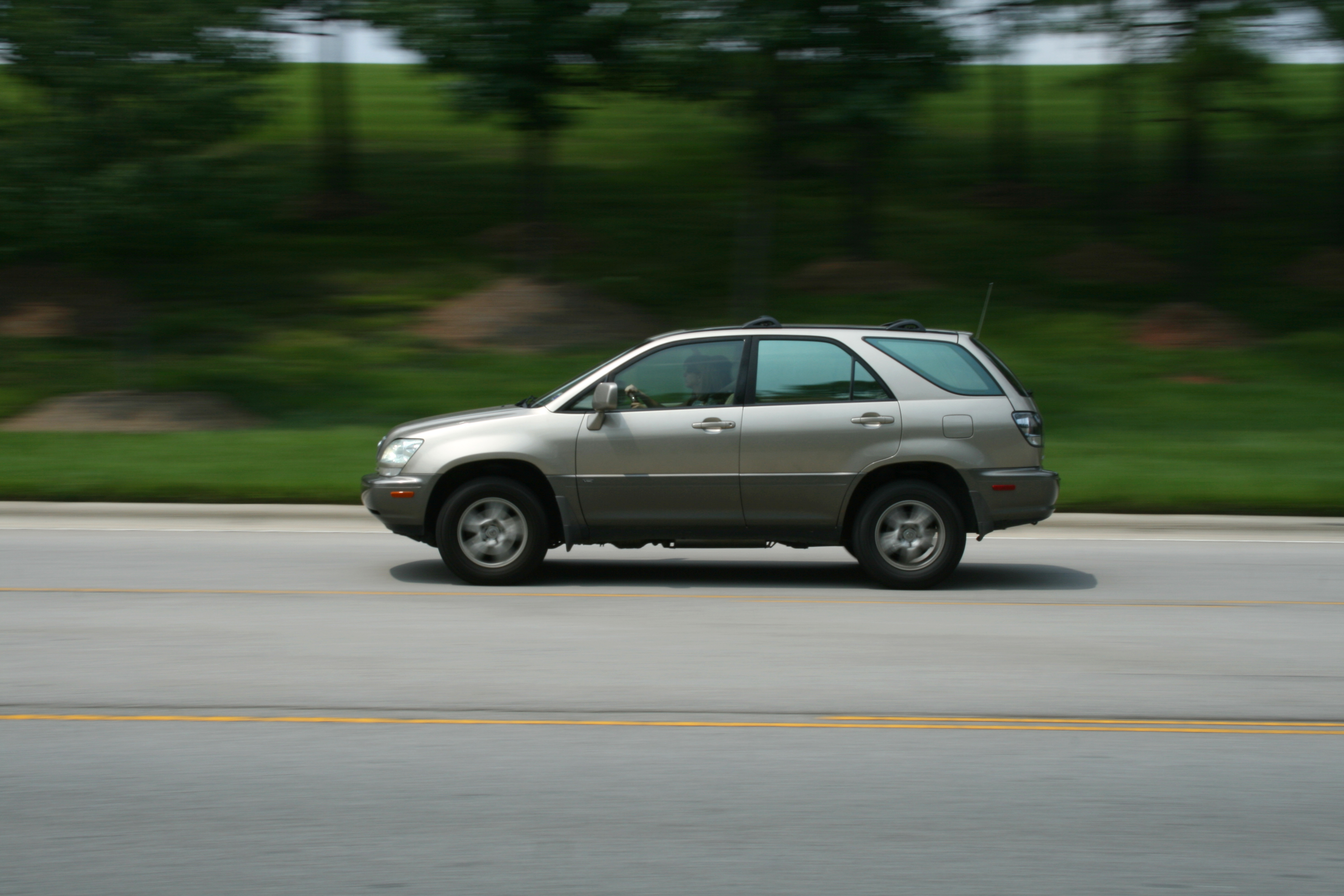
Vue latérale (RX 300)
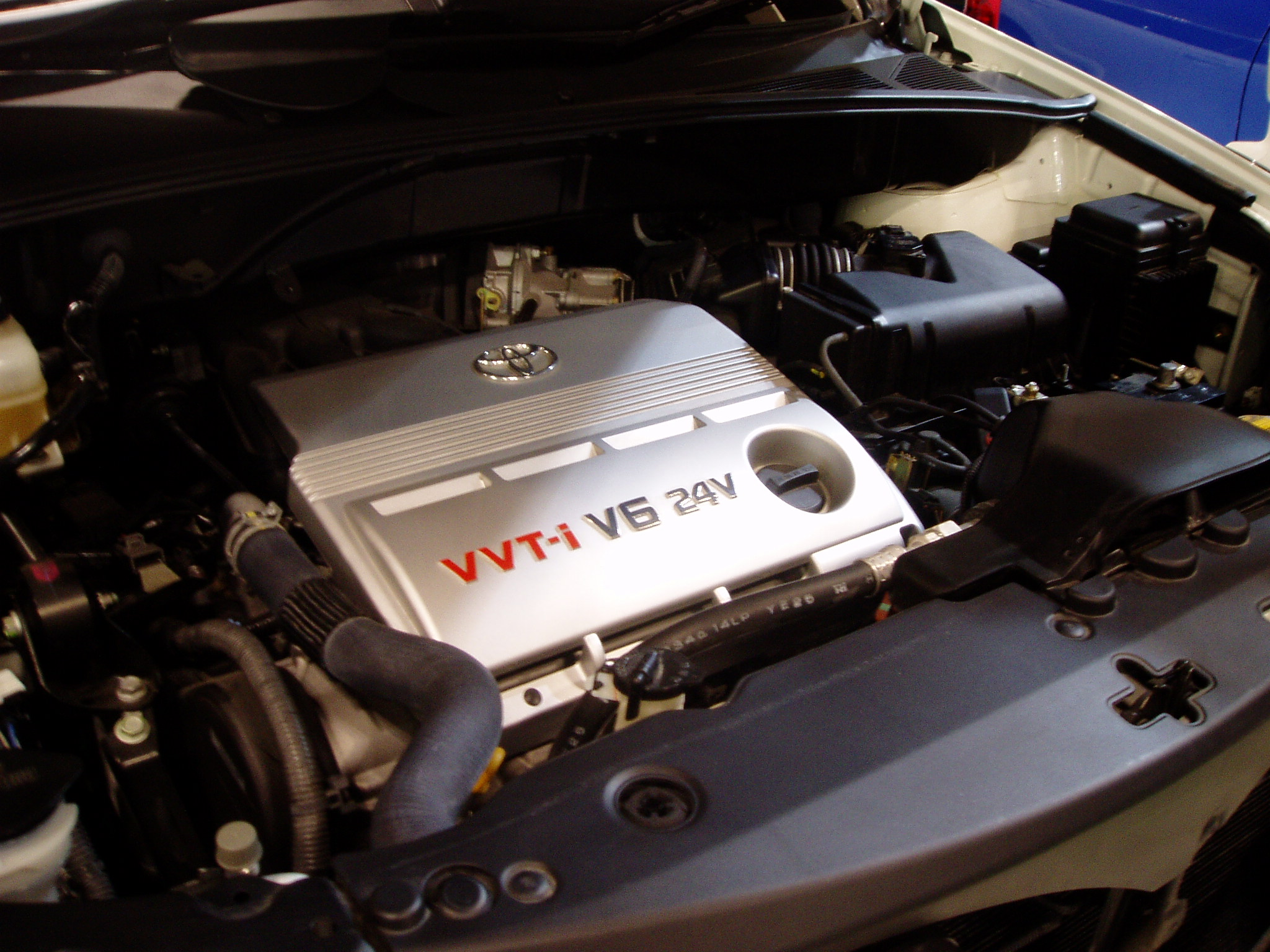
Moteur V6 de la RX 300
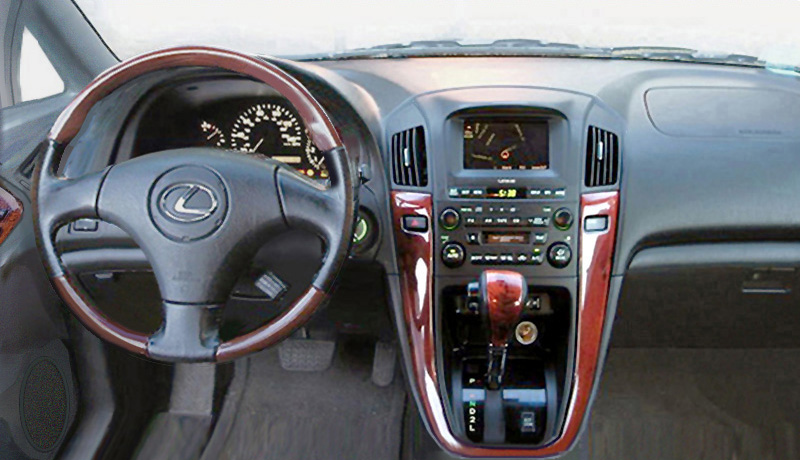
Intérieur d'une RX 300
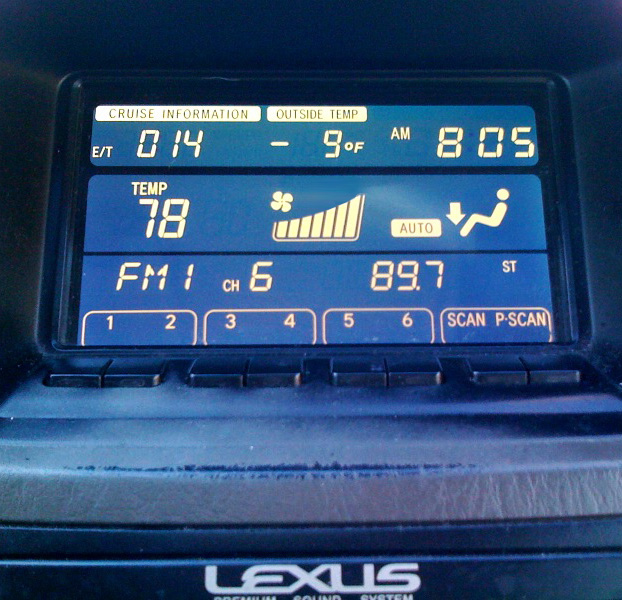
Écran de contrôle d'une RX 300

## Deuxième génération (2003-2009)
La deuxième génération de RX est présentée officiellement lors du salon de Détroit en janvier 2003 pour être lancée deux mois plus tard en Amérique du Nord, puis en Europe, en Asie et au Moyen-Orient. Le RX grandit d'une quinzaine de centimètres en longueur, de deux en largeur et d'un petit centimètre en hauteur. En 2005, une version hybride fondée sur le système Hybrid Synergy Drive est apparue, faisant de lui, avec son jumeau le Toyota Harrier, le premier SUV hybride du monde.

### RX 400h

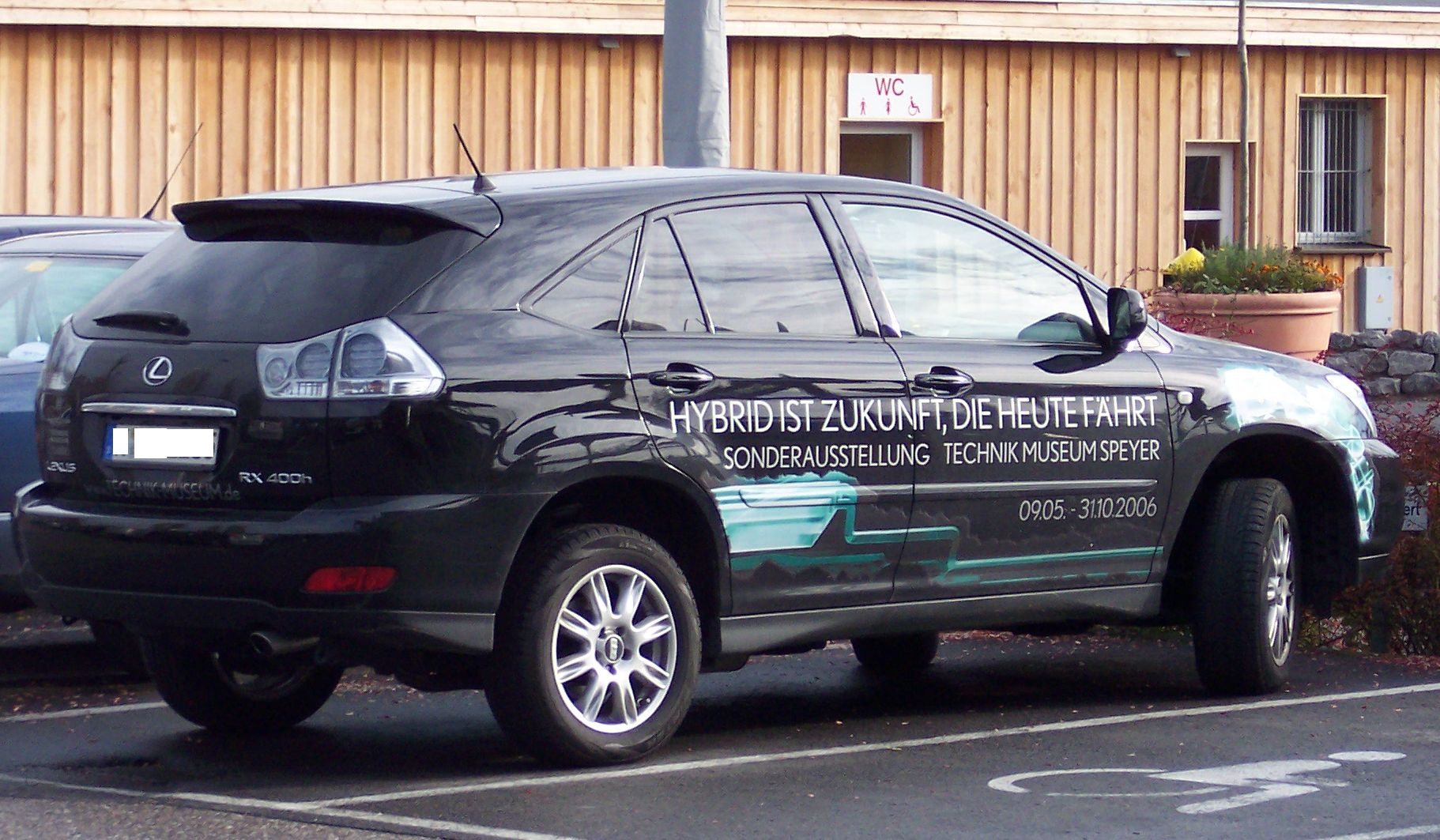
RX 400h

La version hybride du RX est lancée en mars 2005 et devient la première Lexus à bénéficier d'une telle technologie. Cette version reprend le V6 3.3 L du RX américain qui développe 272 ch sur celle-ci, et le système Hybrid Synergy Drive.
Le démarrage du véhicule s'effectue grâce aux moteurs électriques et ce jusqu'à environ 50 km/h, à condition d'avoir le pied léger. Quand la demande de puissance augmente, le moteur à essence assure l'essentiel de la motricité, les moteurs électriques l'épaulant sporadiquement en cas de besoin. Ses batteries se rechargent automatiquement par l'intermédiaire du moteur et du récupérant l'énergie lors du freinage. Ainsi, le véhicule parvient à émettre moins de 200 grammes de CO2 au km malgré une puissance et un poids élevé. Sa consommation d'essence avoisine les 9 litres au cent, ce qui en fait le véhicule le moins gourmand de sa catégorie.
- En septembre 2013 le RX400h fait l'objet d'un rappel constructeur concernant les soudures du transistor du module de puissance de l’inverseur du système hybride pouvaient se dégrader prématurément.

- Sur ces voitures, Toyota a expliqué qu'il allait remplacer gratuitement "le module de puissance de l'inverseur (courant continu/courant alternatif) du système hybride". "Une dégradation des soudures des transistors du module de puissance de l'inverseur pourrait faire passer le véhicule en mode de sécurité, limitant la puissance disponible pour la conduite", a expliqué le groupe dans un communiqué. "Dans de rares cas le fusible du circuit d'alimentation pourrait être rendu inopérant, mettant hors service le système hybride", a-t-il ajouté

### Motorisations

#### Amérique du Nord
Le RX est disponible avec trois moteurs :
- RX 330 : V6 3.3 230 ch. (2003 - 2007).
- RX 350 : V6 3.5 276 ch. (2007 - 2009).
- RX 400h : V6 3.3 Hybrid 272 ch. (2005 - 2009).

Ces moteurs sont disponibles avec une boîte automatique à cinq rapports en deux ou quatre roues motrices.

#### Europe
Le RX est aussi disponible avec trois moteurs :
- RX 300 : V6 3.0 204 ch. (2003 - 2007).
- RX 350 : V6 3.5 276 ch. (2007 - 2009).
- RX 400h : V6 3.3 Hybride 272 ch en puissance combinée (2005 - 2009).

Ces moteurs sont disponibles avec une boîte automatique à cinq rapports mais seulement couplés à une transmission intégrale. Le RX 400h utilise une boîte e-CVT à variation continue et sa transmission est à quatre roues motrices non permanentes.(E-Four)

### Galerie photos

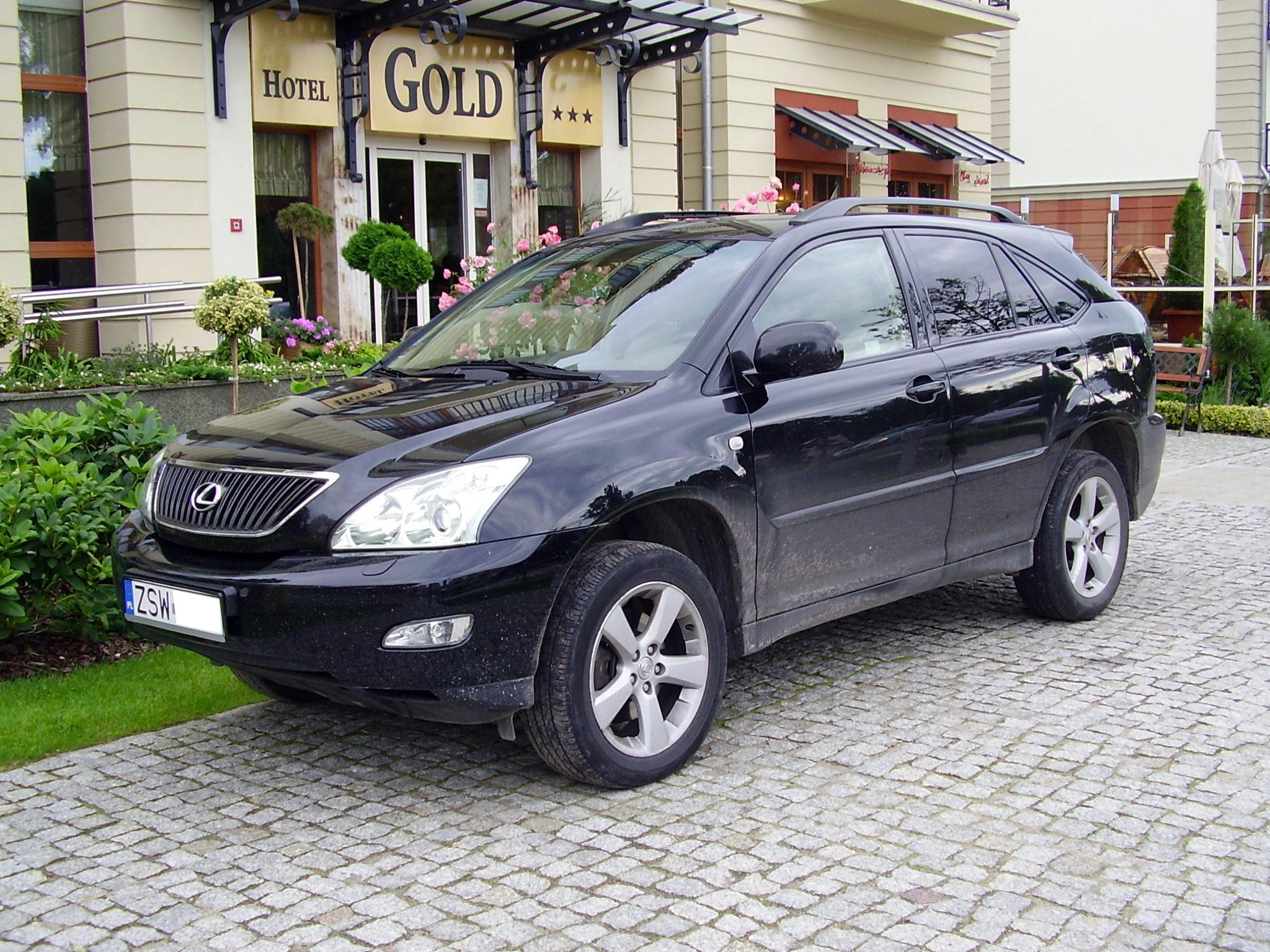
Vue de trois-quarts avant (RX 300)
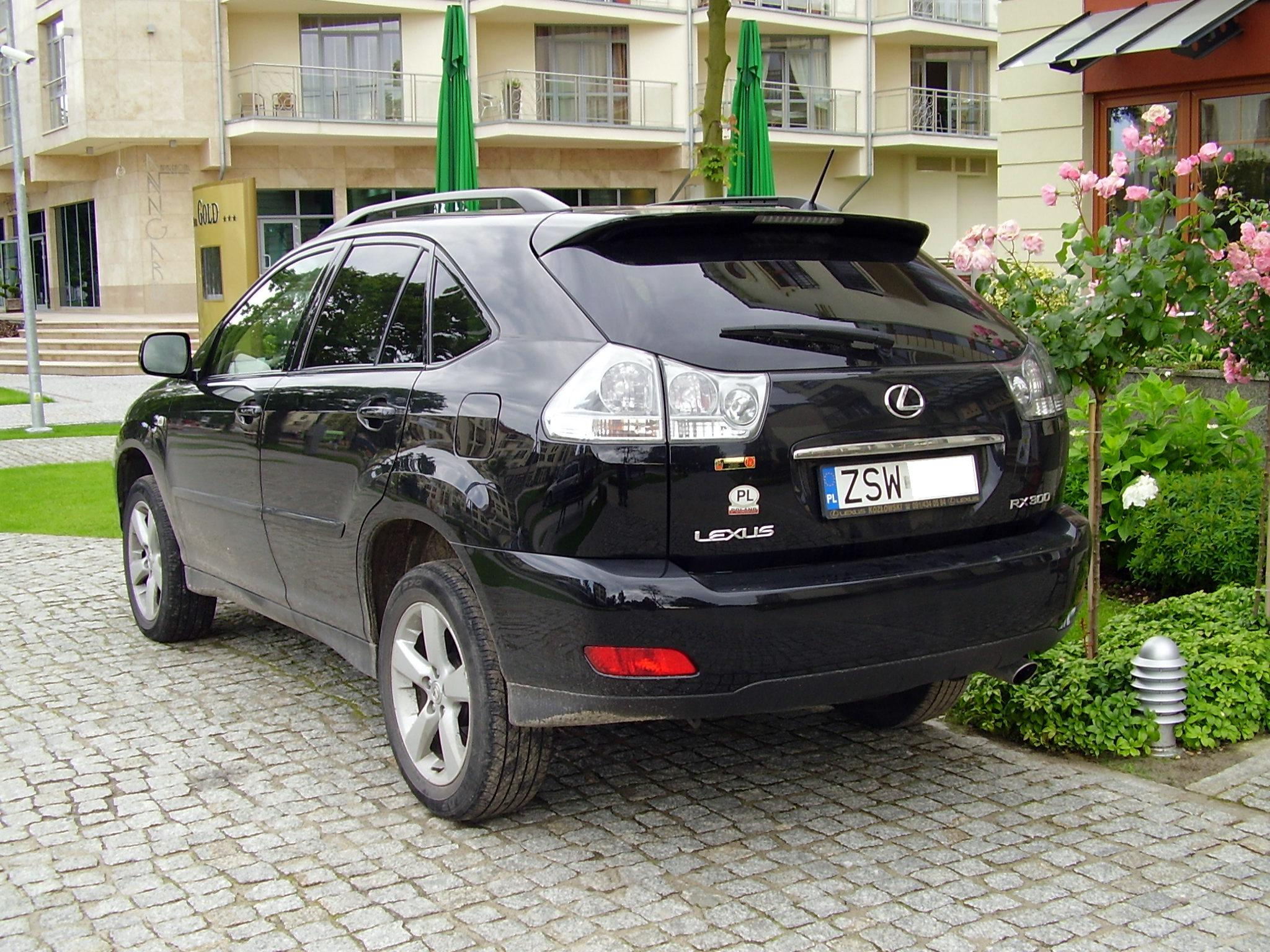
Vue de trois-quarts arrière (RX 300)
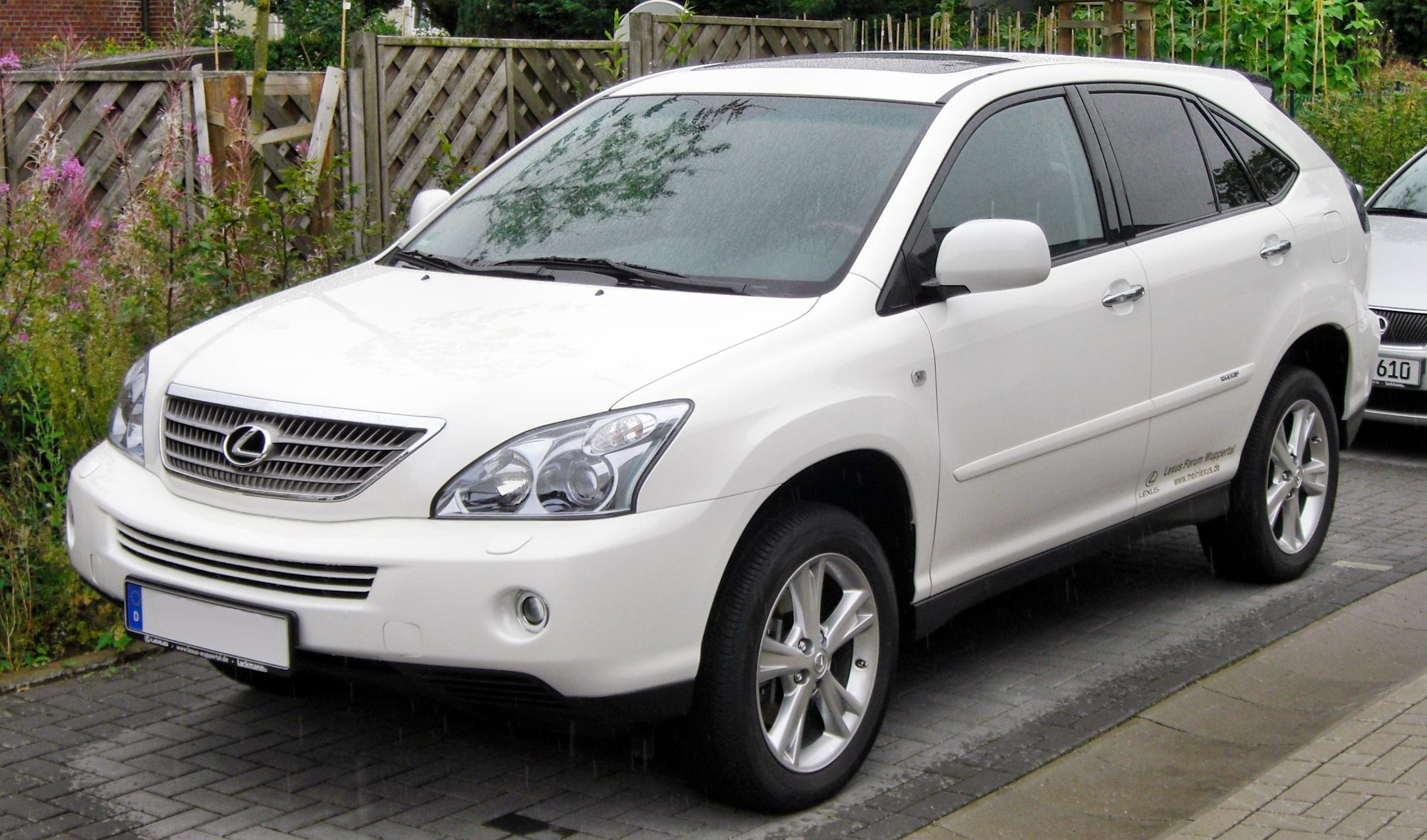
Vue de trois-quarts avant (RX 400h)
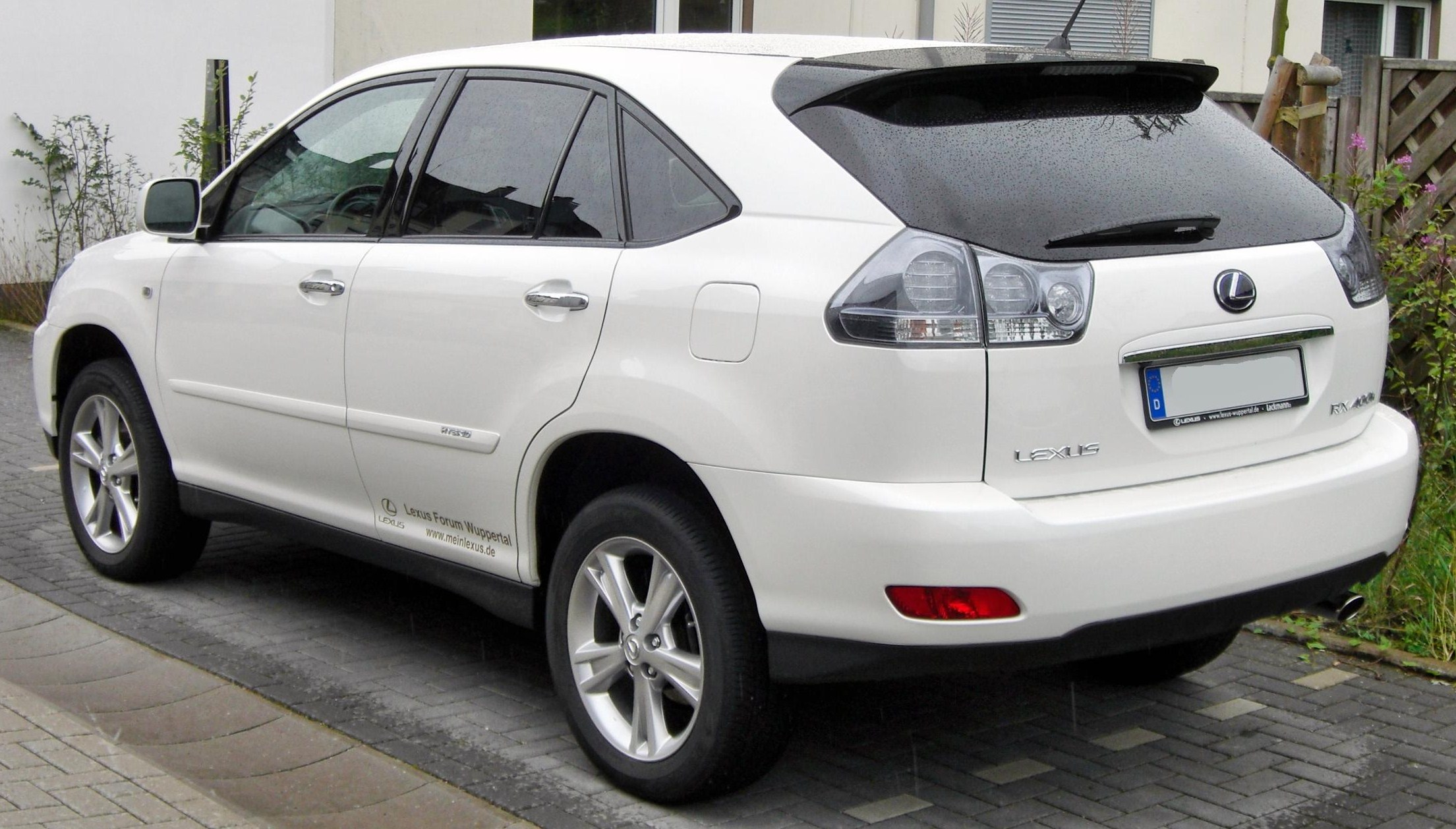
Vue de trois-quarts arrière (RX 400h)
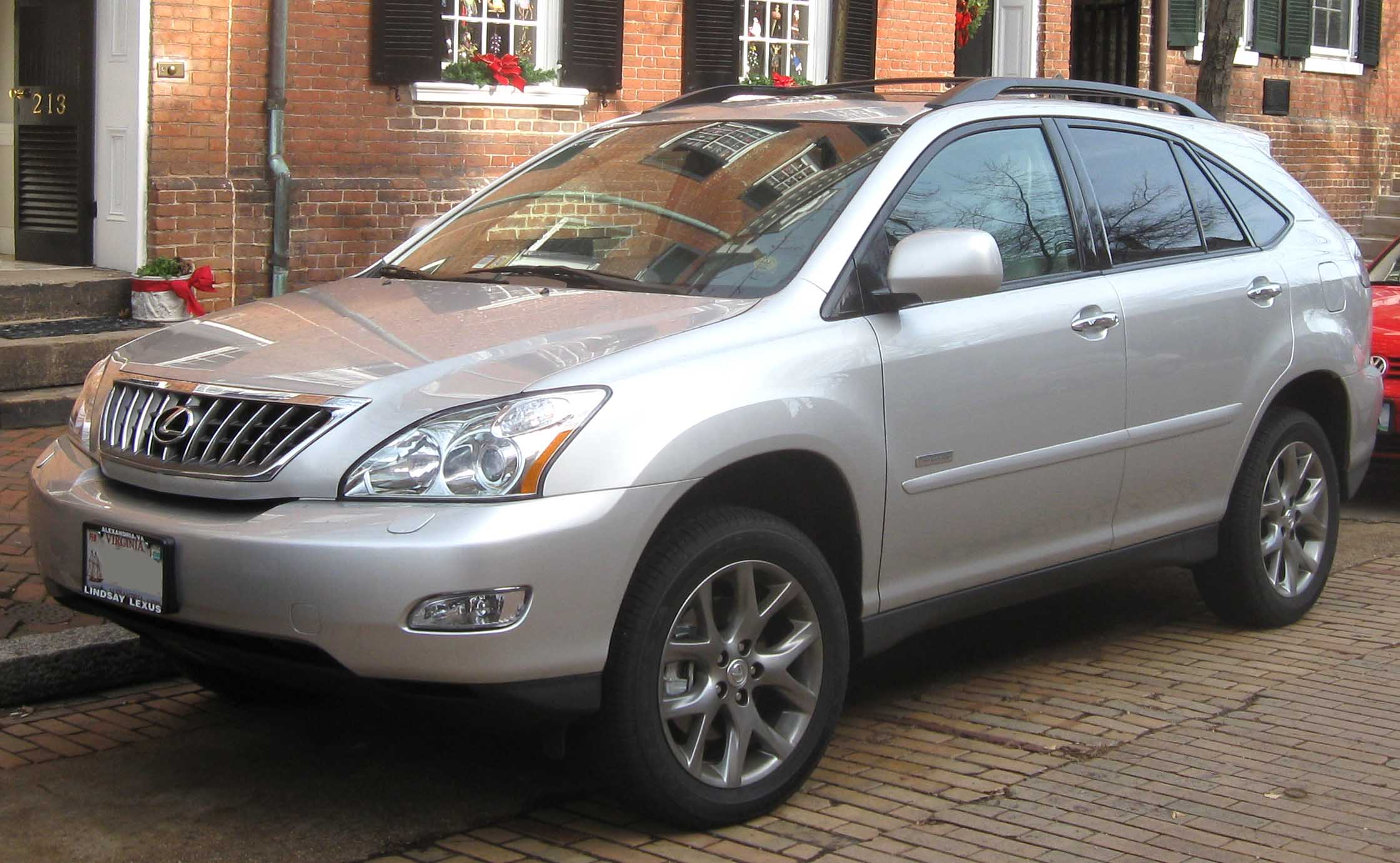
Vue de trois-quarts avant (RX 350)
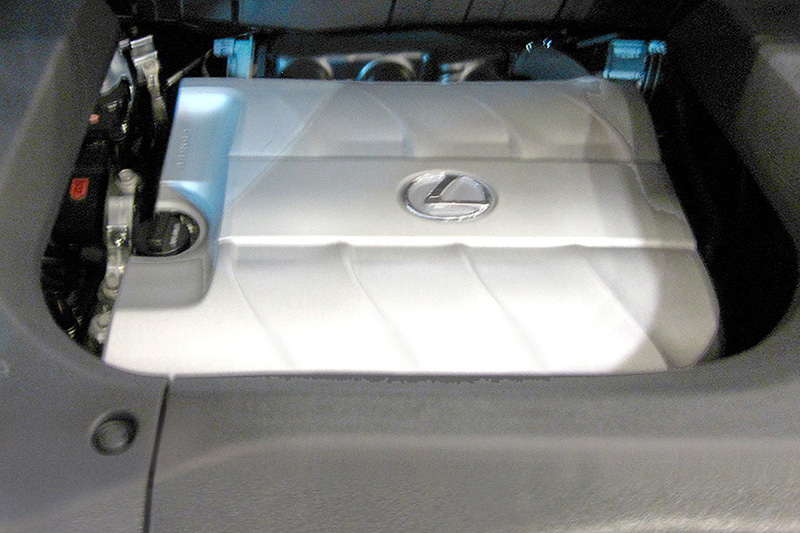
Moteur V6 de la RX 350
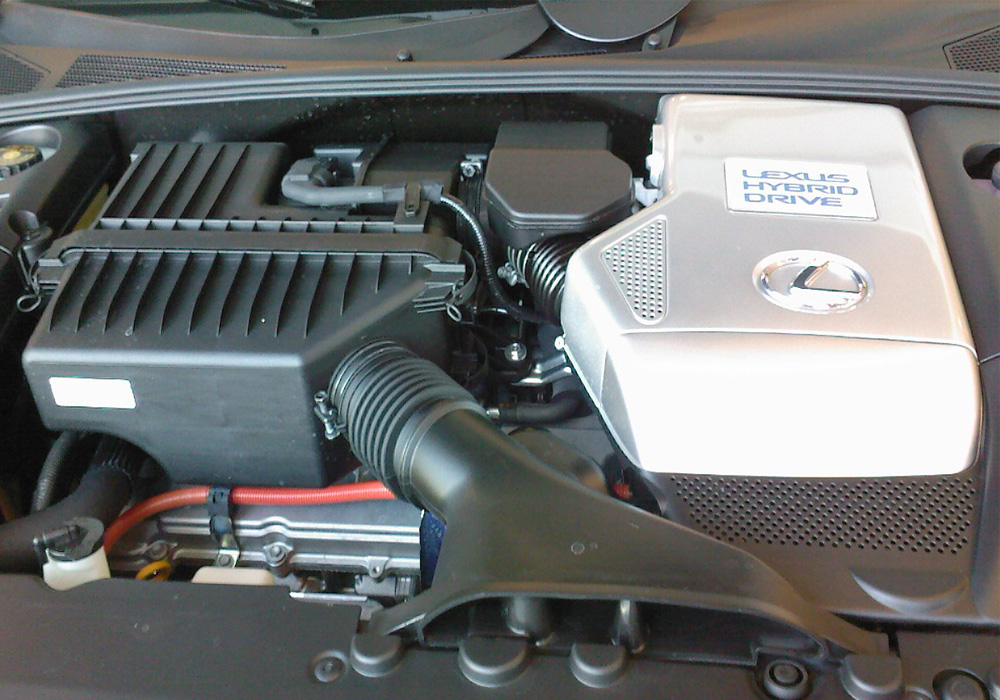
Moteur hybride de la RX 400h
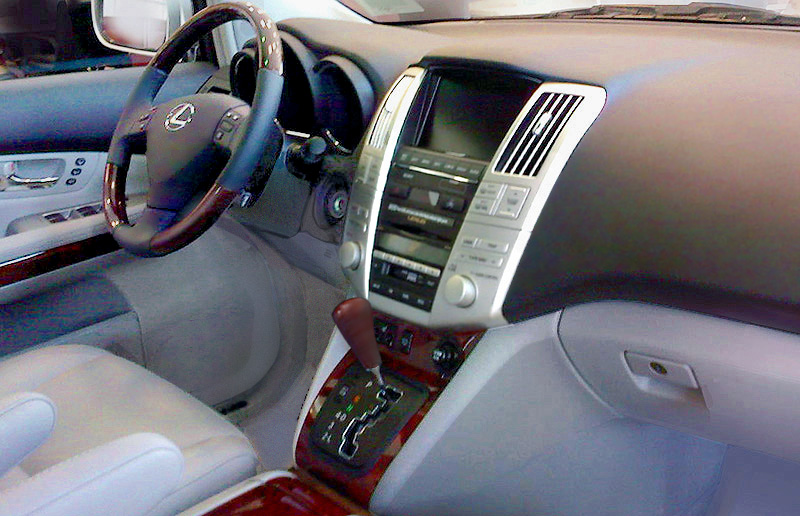
Intérieur d'une RX 350

## Troisième génération (2009-2015)
Présentée pour la première fois au salon de Los Angeles à l'automne 2008, la troisième génération du SUV RX reprend la ligne générale de l'ancien et garde son gabarit. Il est commercialisé depuis février 2009 en Amérique du Nord et a débarqué en Europe au printemps suivant. Au Japon, le RX, lancé dès le mois de décembre 2008, est pour la première fois diffusé sous la marque Lexus. Il était auparavant toujours associé au nom Toyota et s'appelait alors Toyota Harrier ; il reste d'ailleurs au Japon toujours également vendu sous cet appellation, dans des finitions moins luxueuses que les versions vendue sous le label Lexus.

### RX 450h

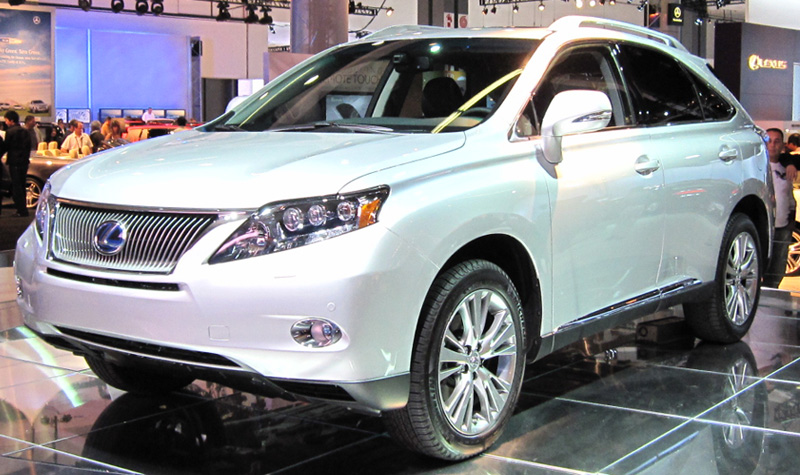
RX 450h

La seconde génération du RX hybride a été lancée en même temps que la version 100% essence. Cette version reprend le V6 3,5 litres du RX 350 qui développe 249 ch sur la version hybride. Il s'agissait du seul SUV hybride vendu en Europe jusqu'à l'apparition en 2010 du Porsche Cayenne Hybrid.
Le démarrage du véhicule s'effectue grâce aux moteurs électriques et ce jusqu'à environ 50 km/h, à condition d'avoir le pied léger. Quand la demande de puissance augmente, le moteur à essence assure l'essentiel de la motricité, les moteurs électriques l'épaulant sporadiquement en cas de besoin. Ses batteries se rechargent automatiquement récupérant l'énergie lors du freinage. Ainsi, le véhicule parvient à émettre environ 150 grammes de CO2 au km malgré une puissance et un poids élevé en hausse par rapport au RX 400h. Sa consommation d'essence avoisine les 8 litres au 100 km en mode mixte, ce qui en fait le véhicule le moins gourmand de sa catégorie.
Une édition spéciale a été introduite en 2011 appelée "Shadow Line" elle était vendue en configuration hybride et 4X4 exclusivement, en quatre couleurs du blanc au noir elle est équipée de jantes alliages 19" en finition Dark Grey, des phares avant peints noirs, d'une calandre gris titane, et d'un sous-bouclier couleur aluminium à l'avant.

### Motorisations
Le RX dispose de deux moteurs :
- RX 350 : V6 3.5 275 ch.
- RX 450h : V6 3.5 246 ch + moteurs électriques soit 299 ch.

La version moteur à essence est disponible avec une boîte automatique à six rapports, tandis que la version hybride reçoit une boîte e-CVT à variation continue, dotée d'un mode sport six vitesses.

### Galerie photos

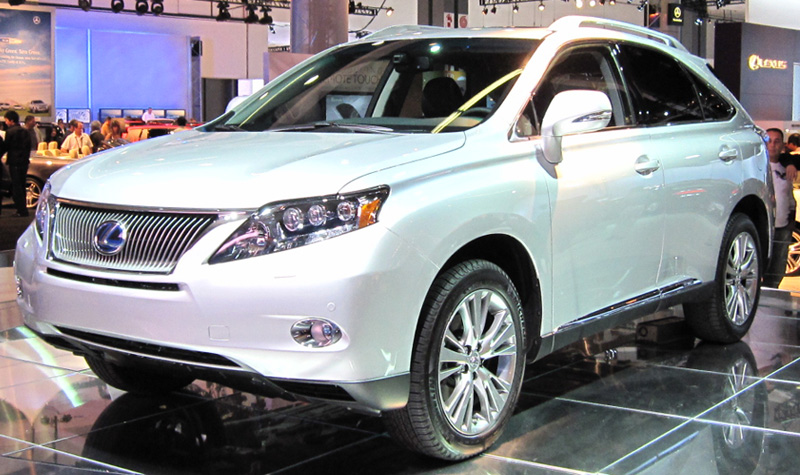
Vue de trois-quarts avant (RX 450h)
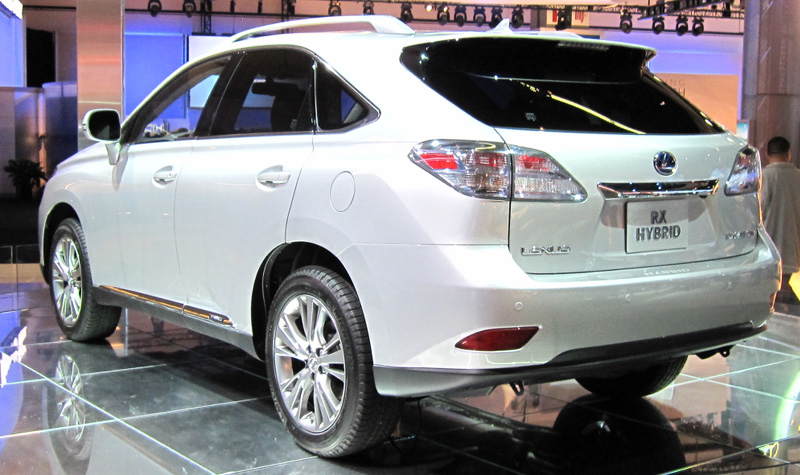
Vue de trois-quarts arrière (RX 450h)
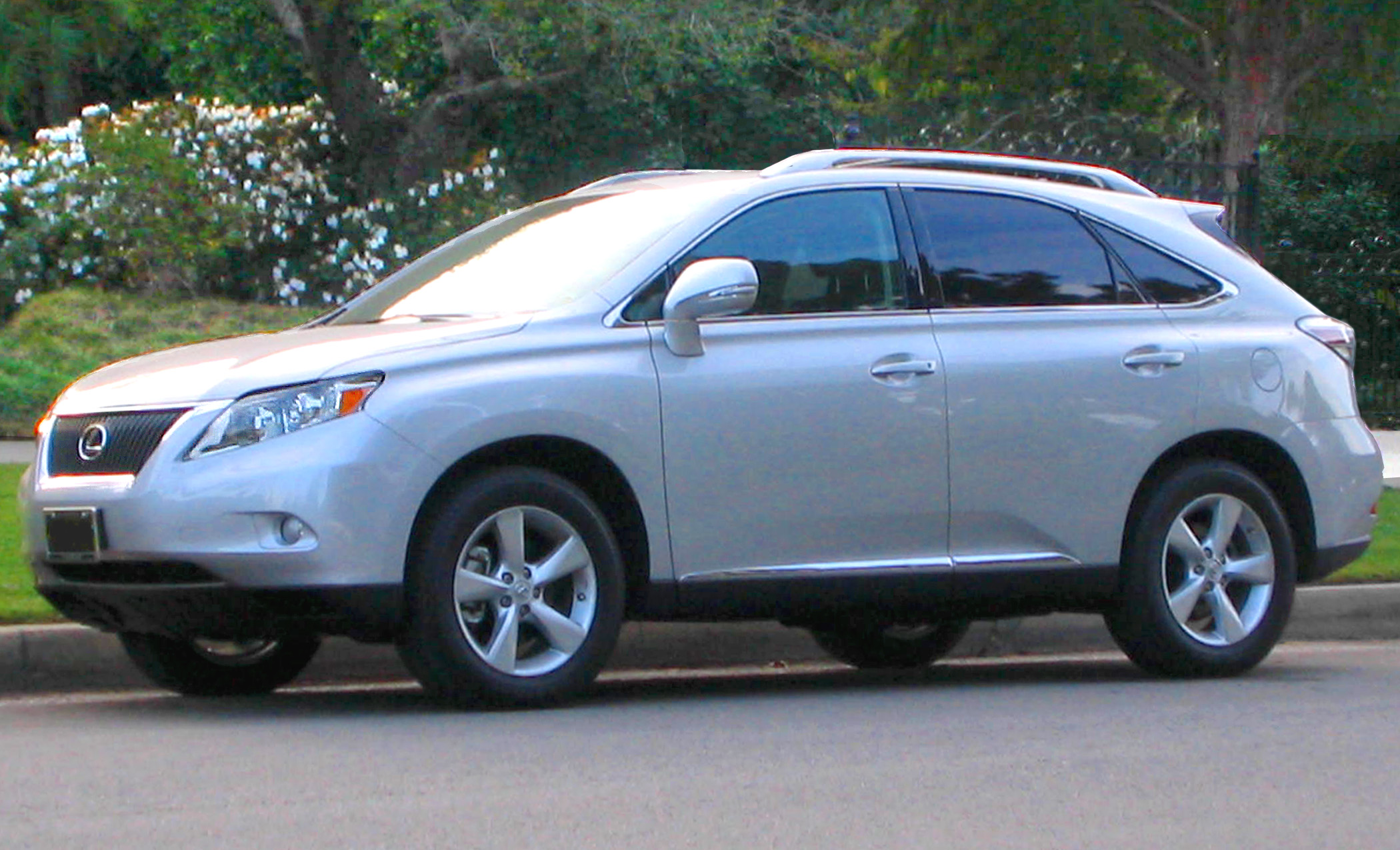
Vue latérale (RX 350)
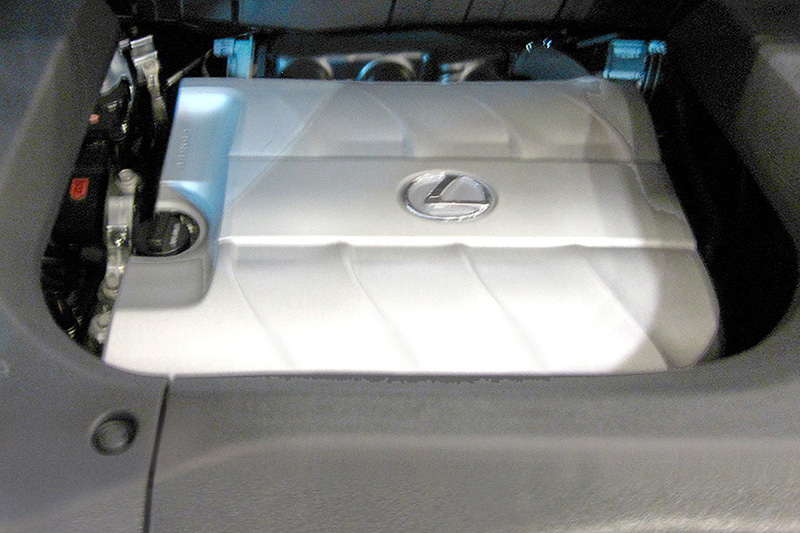
Moteur V6 de la RX 350
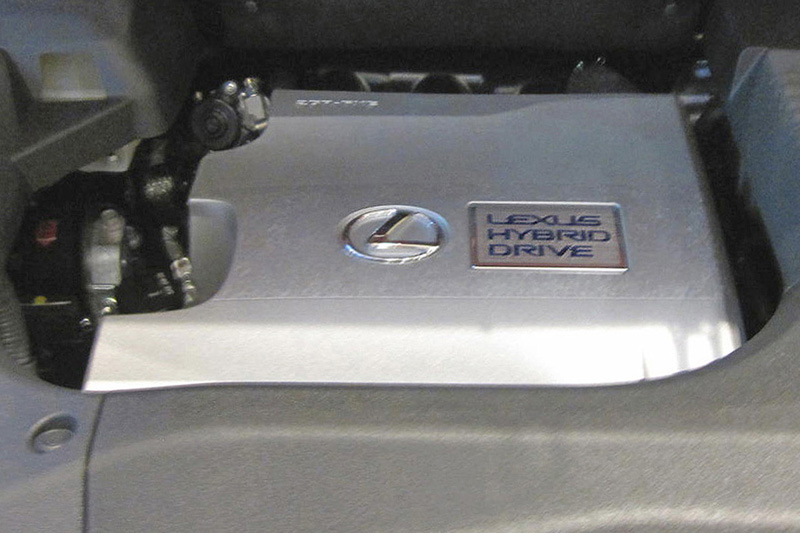
Moteur hybride de la RX 450h
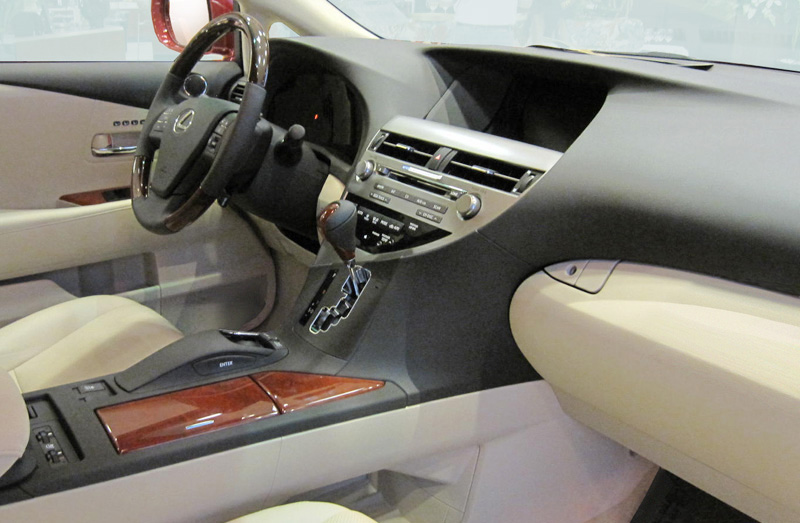
Intérieur d'une Lexus RX 350

## Quatrième génération (2015-2022)
La quatrième génération de RX est sortie fin 2015, et il est présenté au salon de Francfort 2015 en même temps que la nouvelle finition des Lexus IS et GS,. Cette quatrième génération est basée sur la Plateforme K de Toyota (en) comme les générations précédentes.

### Phase 2

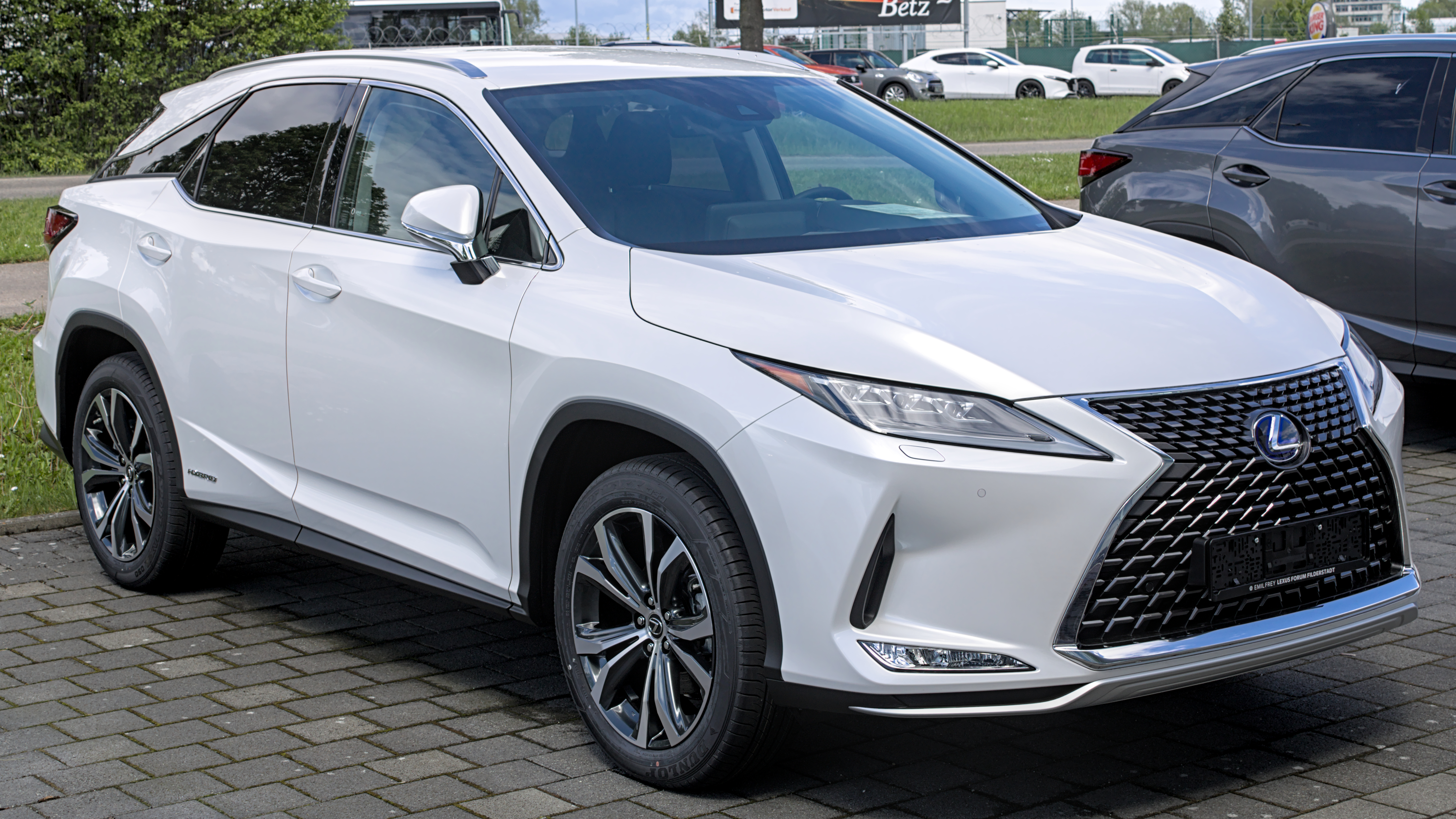
Lexus RX 450h phase 2

En 2019, le RX est restylé : les optiques avant possèdent une nouvelle signature lumineuse, le bouclier est redessiné et les antibrouillards sont placés plus bas. À l'arrière, l'habillage des feux est revu.

### Motorisations
|                                       | RX 200t/300                          | RX 350                                        | RX 450h                                       |
| ------------------------------------- | ------------------------------------ | --------------------------------------------- | --------------------------------------------- |
| Disponibilité                         | depuis 11/2015                       | depuis 11/2015                                | depuis 11/2015                                |
| Code moteur                           | 8AR-FTS                              | 2GR-FKS                                       | 2GR-FXS                                       |
| Caractéristiques                      |                                      |                                               |                                               |
| Type de moteur                        | L4 essence                           | V6 essence                                    | V6 essence + électrique                       |
| Alimentation                          | Turbocompressé, injection directe    | Atmosphérique, injection directe et indirecte | Atmosphérique, injection directe et indirecte |
| Cylindrée                             | 1 998 cm3                            | 3 456 cm3                                     | 3 456 cm3                                     |
| Puissance maximale                    | 175 kW (238 ch) à 4 800–5 600 tr/min | 221 kW (300 ch) à 6 300 tr/min                | 230 kW (313 ch) à 6 000 tr/min                |
| Couple maximal                        | 350 N m à 1 650–4 000 tr/min         | 370 N m à 4 600–4 800 tr/min                  | 335 N m à 4 600 tr/min                        |
| Transmission                          |                                      |                                               |                                               |
| Transmission, série                   | Traction                             | Intégrale (E-Four sur 450h)                   | Intégrale (E-Four sur 450h)                   |
| Transmission, en option               | Intégrale                            | —                                             | —                                             |
| Boîte de vitesses, série              | Automatique 6 rapports               | Automatique 8 rapports                        | Variation continue (e-CVT)                    |
| Mesures                               |                                      |                                               |                                               |
| Vitesse maximale                      | 200 km/h                             | 200 km/h                                      | 200 km/h                                      |
| Accélération 0–100 km/h               | 9,2 s [9,5 s]                        | 8,2 s                                         | 7,7 s                                         |
| Consommation par 100 km (cycle mixte) | 7,8 l [7,9 l], SP95                  | 9,0 l, SP95                                   | 5,8 l - 5,9 l, SP95                           |
| Émissions de CO2 (cycle mixte)        | 181 g/km [184 g/km]                  | 210 g/km                                      | 132 g/km                                      |
| Norme d'émission                      | Euro 6b - Euro 6d-TEMP               | Euro 6b - Euro 6d-TEMP                        | Euro 6b - Euro 6d-TEMP                        |
| Capacité du réservoir                 | 72 litres                            | 72 litres                                     | 65 litres                                     |

1. ↑  Modèle 200t a été renommé en 300 en 2018.
2. ↑  Modèle non-destiné au marché européen. Il est disponible en Russie, au Japon et en Amérique du Nord.
3. ↑  Puissance combinée. Le moteur thermique essence délivre au maximum 193 kW (263 ch) à 6 000 tr/min tandis que la batterie hybride délivre 37 kW (50 ch).
4. ↑  En 18 pouces, cycle NEDC Corrélé
5. ↑  En 20 pouces, cycle NEDC Corrélé
6. ↑  Cycle NEDC Corrélé
7. ↑  Suivant les millésimes (entre 2015 et 2019)

### RX L
Lexus dévoile une version allongée à 7 places du RX au salon de Los Angeles 2017 sous le nom de RX L. C'est la première Lexus 7 places vendue en France.

## Cinquième génération (2022-)
La 5e génération de Lexus RX est présentée le 1er juin 2022. Une série limitée de lancement Opéra de Paris est lancée en France le même mois, et la gamme complète est commercialisée fin décembre 2022.

### Caractéristiques techniques
La Lexus RX repose sur la plateforme modulaire TNGA GA-K provenant de la Lexus NX II.

#### Motorisations
Le RX V est doté de motorisations hybride essence et hybride essence rechargeable.
| Logo de Lexus                        | Lexus RX                                                                 | Lexus RX                                                                                                | Lexus RX                                                                                               |
| Logo de Lexus                        | 350h RWD                                                                 | 450h+ AWD                                                                                               | 500h AWD                                                                                               |
| ------------------------------------ | ------------------------------------------------------------------------ | --- | --- |
| Moteur                               | 4-cylindres en ligne 16S                                                 | 4-cylindres en ligne 16S                                                                                | 4-cylindres en ligne 16S                                                                               |
| Cylindrée (cm3)                      | 2487                                                                     | 2487 | 2393                                                                                                   |
| Puissance moteur thermique (ch) [kW] | thermique : 185 (134) + électrique avant : 185 (134) cumulée : 246 (181) | thermique : 185 (134) + électrique avant : 185 (134) + électrique arrière : 54 (40) cumulée : 309 (227) | thermique : 272 (200) + électrique avant : 87 (64) + électrique arrière : 103 (76) cumulée : 371 (273) |
| au régime de (tr/min)                |                                                                          | 6000 | 6000                                                                                                   |
| Couple maximal (N m)                 |                                                                          | thermique : 227 + électrique avant : 270 + électrique arrière : 121 cumulée : 460                       | thermique : 460 + électrique avant : 292 + électrique arrière : 169 cumulée : 645                      |
| au régime de (tr/min)                |                                                                          | 3200 à 3700                                                                                             | 2000 à 3000                                                                                            |
| Boîte de vitesses                    | Variation continue pilotée CVT                                           | Variation continue pilotée CVT                                                                          | Automatique à 6 rapports                                                                               |
| Transmission                         | Propulsion                                                               | Intégrale E-FOUR                                                                                        | Intégrale DIRECT4                                                                                      |
| Vitesse maximale (km/h)              |                                                                          | 200 | 210 |
| 0-100 km/h (s)                       | 7,9                                                                      | 6,5 | 6,2 |
| Consommation (L/100 km)              | 6,3                                                                      | 1,1 | 8,1 |
| Masse à vide (kg)                    |                                                                          | 2780 | 2750                                                                                                   |
| Capacité du réservoir (ℓ)            | 55                                                                       | 55 | 65 |
| Émissions de CO2 (g/km)              | 142                                                                      | 25 | 184 |
| Norme européenne d'émission          | Euro 6d                                                                  | Euro 6d                                                                                                 | Euro 6d                                                                                                |
| Batterie                             |                                                                          | | |
| Type                                 |                                                                          | Lithium-ion                                                                                             | Bipolaire Nickel métal hydrure (Ni-mh)                                                                 |
| Capacité (kWh)                       |                                                                          | 18,1 | |
| Autonomie (km)                       |                                                                          | 66 | |
| Temps de recharge                    |                                                                          | | |
| sur une prise domestique             | -                                                                        | 9h00 | - |
| sur une Wallbox 3,7 kW               | -                                                                        | 2h30 | - |
| Puissance de charge (kWh)            |                                                                          | | |
| en courant alternatif (AC)           | -                                                                        | 6,6 | - |

### Finitions
Finitions disponibles en France au lancement :
- Luxe (450h+)
- F Sport Design
- Executive (450h+)
- F Sport Executive (450h)

#### Série limitée
- Opéra de Paris (2022, France uniquement)
  - Série limitée de lancement numérotée à 50 exemplaires sur une base de RX 450h+ Executive. Comprend un casque audio Mark Levinson 5909[10].

## Ventes
| Année | États-Unis (dont hybride) | Canada | Europe, | Total pour ces 3 zones (et taux d'évolution) |
| ----- | ------------------------- | ------ | ------- | -------------------------------------------- |
| 1998  | 42,191                    |        |         | 42,191                                       |
| 1999  | 73,498                    |        | 65      | 73,563 (+ 74,36 %)                           |
| 2000  | 89,864                    |        | 1,585   | 91,449 (+ 24,31 %)                           |
| 2001  | 77,426                    |        | 6,161   | 83,587 (- 8,60 %)                            |
| 2002  | 72,963                    |        | 5,093   | 78,056 (- 6,62 %)                            |
| 2003  | 92,366                    |        | 7,386   | 99,752 (+ 27,80 %)                           |
| 2004  | 106,531                   | 4,307  | 11,329  | 122,167 (+ 22,47 %)                          |
| 2005  | 108,775 (20,674)          | 4,857  | 11,279  | 124,911 (+ 2,25 %)                           |
| 2006  | 108,348 (20,161)          | 4,623  | 14,322  | 127,293 (+ 1,91 %)                           |
| 2007  | 103,340 (17,291)          | 4,665  | 13,909  | 121,914 (- 4,23 %)                           |
| 2008  | 84,181 (15,200)           | 6,221  | 11,189  | 101,591 (- 16,67 %)                          |
| 2009  | 93,379 (14,464)           | 8,828  | 10,451  | 112,658 (+ 10,89 %)                          |
| 2010  | 95,790 (15,113)           | 7,383  | 10,443  | 113,616 (+ 0,85 %)                           |
| 2011  | 82,595 (10,723)           | 6,760  | 6,771   | 96,126 (- 15,39 %)                           |
| 2012  | 95,381 (12,223)           | 7,130  | 6,750   | 109,261 (+ 13,66 %)                          |
| 2013  | 103,920 (11,307)          | 7,789  | 5,707   | 117,416 (+ 7,46 %)                           |
| 2014  | 107,490 (9,351)           | 7,913  | 4,452   | 119,854 (+ 2,08 %)                           |
| 2015  | 100,610 (7,722)           | 7,063  | 3,248   | 110,921 (- 7,45 %)                           |
| 2016  | 109,435 (8,561)           | 8,147  | 8,654   | 126,236 (+ 13,81 %)                          |
| 2017  | 108,307 (8,568)           | 9,402  | 7,661   | 125,370 (- 0,69 %)                           |
| 2018  | 111,641 (15,656)          | 9,329  | 7,193   | 128,163 (+ 2,23 %)                           |
| 2019  | 111,036 (16,116)          | 8,827  | 6,805   | 126,668 (- 1,17 %)                           |
| 2020  | 101,059 (14,411)          | 9,228  | 5,556   | 115,842 (- 8,55 %)                           |
| 2021  |                           |        | 5,347   | (données incomplètes)                        |